# Paradystus infrarufus
Paradystus infrarufus là một loài bọ cánh cứng trong họ Cerambycidae.